# کالوین هریس
کالوین هریس(به انگلیسی: Calvin Harris) (با نام اصلی آدام ریچارد وایلز(به انگلیسی: Adam Richard Wiles);متولد ۱۷ ژانویه ۱۹۸۴) یک دی‌جی، خواننده، ترانه‌سرا و تهیه‌کننده موسیقی اهل اسکاتلند است. وی حرفه خود را به‌طور رسمی در سال ۲۰۰۷ آغاز نموده و به جوایزی چون جایزه گرمی، جایزه بریت و… دست یافته. او تاکنون بیش از دویست میلیون نسخه از تک آهنگ‌های خود را به فروش رسانده.

## اوایل زندگی و حرفه
آدام ریچارد وایلز در تاریخ ۱۷ ژانویه ۱۹۸۴ در دامفریس، اسکاتلند به دنیا آمد. مادر و پدر او انگلیسی هستند و قبل از اینکه به اسکاتلند بروند در آکسفورد ازدواج کردند. او یک خواهر بزرگتر به نام سوفی و یک برادر بزرگتر به نام ادوارد دارد. او پس از ترک مدرسه در سوپرمارکت‌ها و در یک کارخانه ای مشغول به کار شد تا بتواند لوازم مربوط به دی جی را بخرد.
هریس برای اولین بار در دوران نوجوانی بود که به موسیقی الکترونیک علاقه پیدا کرد و در سن ۱۸ سالگی دو آهنگ به نام‌های "Da Bongos" و "Brighter Days" را منتشر کرد. هریس پس از این به انگلستان مهاجرت کرد به این امید که در آن جا چیزهایی را یاد بگیرد. در مدت زمانی که در لندن بود فقط یکی از آهنگ‌هایش به نام "Let Me Know" را انتشار داد. با کمبود فرصت‌های شغلی و همچنین نداشتن پول، هریس مجبور به بازگشت به خانه در دامفریس شد و در آنجا ضبط‌های انفرادیش را در مای اسپیس قرار داد.
در فضای مجازی هریس محبوبیت یافت و فردی به نام مارک گلیسپی، یک استعدادیاب، موفق شد تا با هریس در شرکت تازه تأسیس خود قرارداد ببندد که در واقع اولین قرارداد آن شرکت هم به حساب می‌آمد.
آلبوم اول وی با نام «من دیسکو را خلق کردم» در سال ۲۰۰۷ عرضه شد و به موفقیت تجاری دست یافت. دو سال بعد دومین آلبوم استودیویی خود را با نام «آماده برای آخر هفته» منتشر کرد و آهنگ‌های «من تنها نیستم» و «با من برقص» به صدر جدول‌های انگلستان رسیدند همچنین با من برقص بنده جایزه NME شد. در سال ۲۰۱۱ تک‌آهنگ خود را با نام «bounce» منتشر کرد. دومین تک‌آهنگ وی به اسم «حس نزدیکی» در آگوست سال ۲۰۱۱ منتشر شد به اولین آهنگ او در جدول (صد آهنگ برتر) بیلبورد تبدیل شد و محبوب‌ترین آهنگ هریس تبدیل شد. یک ماه بعد در سپتامبر ۲۰۱۱ تک‌آهنگ او با همکاری ریحانا به نام «ما عشق را پیدا کردیم» منتشر شد و در چارت‌های بیلبورد انگلستان و آیتونز به رتبه یک رسید و ۱۱ هفته را در رتبه یک جدول بیلبورد ماند و تبدیل به یکی از آهنگ‌های تاریخ شد که بیشترین مدت زمان را در رتبه یک ماند و با فروش بیش از ۱۴ میلیون نسخه در دنیا جایزه الماس را از طرف RIAA دریافت کرد. در ۲۶ اکتبر ۲۰۱۲ سومین آلبوم خود را با نام «۱۸ ماه» (18months) منتشر کرد و نامزد جایزه بهترین آلبوم الکترونیک در the Grammys شد و تاکنون حدود یک میلیون نسخه از آن در سراسر دنیا فروش رفته همچنین تک‌آهنگ‌های «sweet nothing» و «بزن بریم» (let's go) نامزد بهترین آهنگ‌های الکترونیک/دنس در گرمی شد. کالوین هریس همچنین با داشتن نُه آهنگ در ده آهنگ برتر انگلستان رکورد مایکل جکسون را شکست و اسم خود را به این رکورد ثبت کرد. در سال ۲۰۱۳ ترانه تابستان را منتشر کرد و تبدیل به یکی از بزرگ‌ترین ترانه‌های او شد و رتبه ۷ را در جدول بیلبورد بدست آورد. در ۳۱ اکتبر سال ۲۰۱۴ چهارمین آلبوم خود را با عنوان حرکت منتشر کرد و رتبه چهار را در جدول ۲۰۰ آلبوم برتر بیلبورد گرفت. وی در این آلبوم با هنرمندانی چون الی گولدینگ، جان نیومن، بیگ شان همکاری داشته. در سال ۲۰۱۵ تک ترانه «عمق عشقت چقدر است» را منتشر کرد و با فروش شش میلیون نسخه تبدیل به یکی از بزرگ‌ترین ترانه‌های وی شد در سال ۲۰۱۶ تک‌آهنگ خود را با نام «این چیزی است که برایش آمدی» با همکاری ریحانا منتشر کرد و رتبه ۳ را در جدول ۱۰۰ آهنگ برتر بیلبورد دست یافت، مدت‌ها بعد کالوین هریس اعلام کرد که دیگر تمایلی به انتشار آلبوم ندارد و آخرین کار او با نام «راه من» که توسط وی خوانده شده در ماه اوت ۲۰۱۶ منتشر شد. وی آهنگی با دوآ لیپا به نام one kiss نیز به همراه دارد که در سال ۲۰۱۸ منتشر شد و در مراسم brits برنده جایزه بهترین تک آهنگ بریتانیایی شد.